# Аннаниязов, Базар
Базар Аннаниязов (род. 1932) — туркменский советский инженер, депутат Верховного Совета СССР. Член ЦК КП Туркменистана.

## Биография
Родился в 1932 году. Туркмен. Член КПСС с 1960 года. Образование высшее — окончил Московский институт инженеров водного хозяйства.
С 1950 года — главный инженер, начальник Тедженского руслового управления, затем с 1960 года — начальник Марыйского областного управления оросительных систем. В 1963—1964 годах — начальник управления капитального строительства Главсредазирсовхозстроя. С 1964 года инспектор Средазбюро ЦК КПСС, с 1965 года заведующий сельскохозяйственным отделом ЦК КП Туркменистана. С 1970 года начальник управления «Каракумстрой» Министерства мелиорации и водного хозяйства СССР.
Депутат Совета Национальностей Верховного Совета СССР 9 созыва (1974—1979) от Каахкаинского избирательного округа № 427 Туркменской ССР, секретарь Комиссии по сельскому хозяйству Совета Национальностей.

## Награды и звания
- орден Трудового Красного Знамени (27.08.1971)[1]
- орден Трудового Красного Знамени (10.12.1973)